# María José Tocino
María José Tocino Benavente (22 de junio de 1982) es una deportista española que compitió en halterofilia. Ganó una medalla de bronce en el Campeonato Europeo de Halterofilia de 2001, en la categoría de 48 kg.

## Palmarés internacional
| Campeonato Europeo | Campeonato Europeo   | Campeonato Europeo | Campeonato Europeo |
| Año                | Lugar                | Medalla            | Categoría          |
| ------------------ | -------------------- | ------------------ | ------------------ |
| 2001               | Trenčín (Eslovaquia) | Medalla de bronce  | 48 kg              |